# Stanisław Ciołek (wojskowy)
Stanisław Ciołek (ur. 1952) – komandor pilot Marynarki Wojennej RP.
W 1973 roku rozpoczął służbę w Siłach Zbrojnych PRL, którą kontynuował zarówno w lotnictwie Marynarki Wojennej, Wojsk Lotniczych i Obrony Powietrznej, jak i Wojsk Lądowych. Dowodził 37 pułkiem śmigłowców transportowych, 1 pułkiem szwoleżerów i 56 pułkiem śmigłowców bojowych. W 2006 roku objął stanowisko dowódcy Brygady Lotnictwa Marynarki Wojennej. Jest pilotem klasy mistrzowskiej z nalotem ponad 2600 godzin.

## Wykształcenie
Stanisław Ciołek urodził się w 1952 roku w Sieradzu. W okresie od 1973 do 1977 roku ukończył Wyższą Oficerską Szkołę Lotniczą w Dęblinie. Jest również absolwentem studiów podyplomowych na Wydziale Lotnictwa i Obrony Powietrznej Akademii Sztabu Generalnego Wojska Polskiego w Warszawie (lata 1984–1987) oraz Studiów Polityki Obronnej na Wydziale Strategiczno-Obronnym Akademii Obrony Narodowej w Warszawie (2004–2005).

## Służba wojskowa
Na pierwsze stanowisko służbowe skierowano go do 28 eskadry ratowniczej Marynarki Wojennej w Darłowie, gdzie został pilotem-nawigatorem, a później starszym pilotem klucza śmigłowców ratowniczych. W 1982 roku objął dowodzenie kluczem śmigłowców zwalczania okrętów podwodnych. Jeszcze w tym samym roku rozpoczął służbę w 16 pułku lotnictwa specjalnego w Siemirowicach, w którym pełnił obowiązki dowódcy eskadry (lata 1982–1984) i zastępcy dowódcy pułku (lata 1987–1988). Od 1988 od 1989 roku dowodził eskadrą w 7 pułku lotnictwa specjalnego Marynarki Wojennej w Siemirowicach.
Następnie przeniesiono go z Marynarki Wojennej do Wojsk Lotniczych i Obrony Powietrznej. W dowództwie 37 pułku śmigłowców transportowych w Łęczycy był kolejno starszym oficerem nawigatorem, zastępcą dowódcy pułku oraz dowódcą pułku. Po przekazaniu jednostki do Wojsk Lądowych i przeformowaniu na 1 pułk szwoleżerów pozostał jej dowódcą. W 1998 roku został szefem Szkolenia Lotniczego – zastępcą dowódcy 25 Dywizji Kawalerii Powietrznej im. Księcia Józefa Poniatowskiego w Tomaszowie Mazowieckim, od 1999 roku 25 Brygady Kawalerii Powietrznej. W 2001 roku objął stanowisko dowódcy 56 „Kujawskiego” pułku śmigłowców bojowych w Inowrocławiu. Od 1 stycznia 2006 roku do 7 października 2011 dowodził „Gdyńską” Brygadą Lotnictwa Marynarki Wojennej im. kmdr. pil. Karola Trzaski-Durskiego.
Podczas służby wykonywał loty na śmigłowcach: Mi-1, Mi-2, Mi-14, Mi-8, Mi-17 i PZL W-3WA „Sokół”.

## Odznaczenia
- Złoty Krzyż Zasługi
- Złoty Medal „Siły Zbrojne w Służbie Ojczyzny”
- Srebrny Medal „Siły Zbrojne w Służbie Ojczyzny”
- Brązowy Medal „Siły Zbrojne w Służbie Ojczyzny”
- Złoty Medal „Za zasługi dla obronności kraju”